# Kréta–tercier kihalási esemény

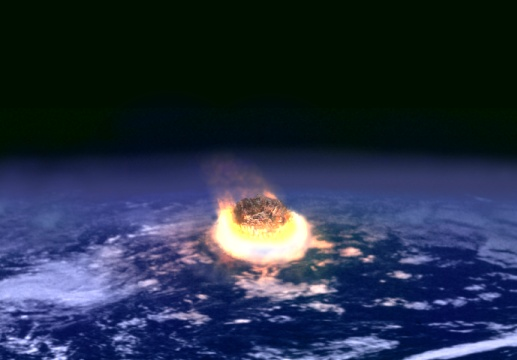
Egy kisbolygó-becsapódás művészi ábrázolása

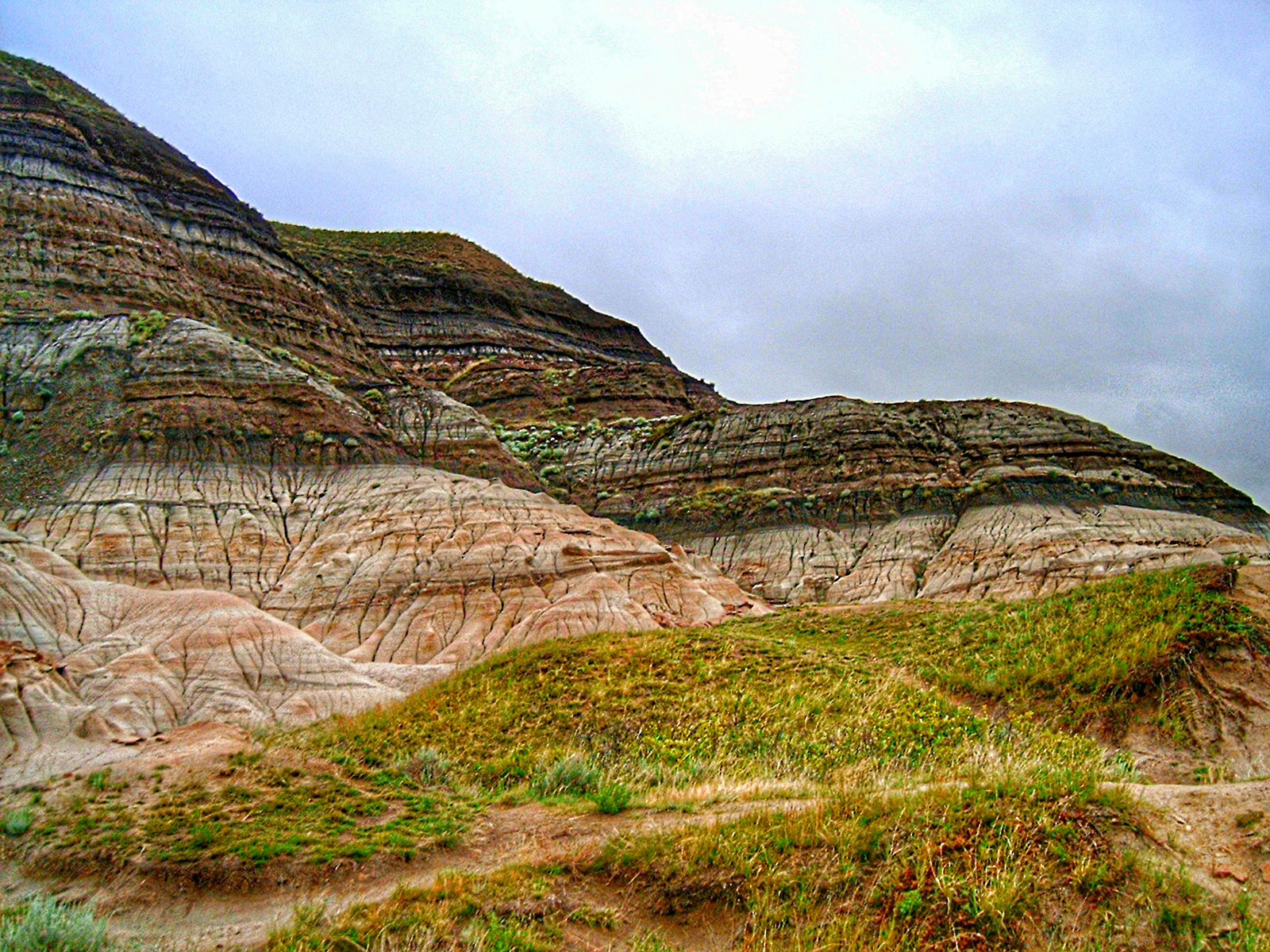
A Badlands a kanadai Alberta tartományban levő Drumheller közelében, ahol az erózió feltárta a K-T határt

A kréta–tercier kihalási esemény (röviden K-T esemény) 66 millió évvel ezelőtt következett be, a kréta és a tercier (harmadidőszak) határán. E kihalási esemény (tömeges kihalás) során számos állat- és növénycsoport tűnt el egy geológiai szemszögből rövid időszak alatt. Nyomai a világ különböző részein található üledékes kőzetekben rendszerint egy vékony vonalként jelennek meg, amit K-T határnak neveznek. Az esemény kijelöli a mezozoikum végét és a kainozoikum elejét. Mivel a tercier elnevezést a Nemzetközi Sztratigráfiai Bizottság (International Commission on Stratigraphy) nem támogatja, a K-T eseményre számos kutató kréta-paleogén (K-Pg) esemény néven hivatkozik.
A röpképtelen dinoszauruszok fosszíliái a K-T határ alatt találhatók meg, jelezve azt, hogy ezek az állatok közvetlenül az eseményt megelőzően, illetve az alatt haltak ki. Nagyon kis számú dinoszaurusz fosszíliát fedeztek fel a K-T határ felett, de ezeket az áthalmozódás jelenségével magyarázzák, ami azt jelenti, hogy a maradványok az erózió következtében az eredeti helyükről egy újabb üledékes rétegbe kerültek át. A moszaszauruszok, plezioszauruszok, pteroszauruszok és számos növényfaj, valamint a gerinctelenek, például az ammoniteszek (beleértve az igen különös Ancyloceratinát) sok képviselője szintén eltűnt. Az emlősök és madarak kládjai kis veszteséggel túlélték az eseményt, és a későbbiekben a maastrichti kládok evolúciós radiációba kezdtek. A kihalás és a terjedés mértéke eltért a különböző kládok között.
A kutatók egy részének feltételezése szerint a K-T kihalásokat egy vagy több katasztrofális esemény, például egy erőteljes aszteroida-becsapódás (mint a Chicxulub-becsapódás), vagy a megnövekedett vulkáni tevékenység okozhatta. Számos becsapódási kráter, és a Dekkán-trapp területén zajlott erős vulkáni tevékenység nyomai körülbelül egyidősek a K-T kihalásokkal. Ezek a geológiai események csökkenthették a földfelszínt elérő napfény mennyiségét, és meggátolhatták a fotoszintézist, ami nagy mértékben rombolhatta a Föld ökológiáját.
A másik álláspont szerint azonban fajpusztulások fokozatosan mentek végbe a tengerszint vagy az éghajlat változásai következtében, illetve olyan komplex geológiai és evolúciós folyamatok miatt, amelyek egyidejű hatása erősítette egymást. Ilyenek a kontinensvándorlás, az ebből kiinduló globális vulkáni aktivitás, az új tengerek és felgyűrődő hegységek miatt újjászerveződő légi- és tengeri áramlatrendszerek és azok hőkiegyenlítő tulajdonságai, az ezen okokból bekövetkező klímaelkülönülés, a virágos növények viszonylag gyors térhódítása a szárazföldön, a tengerekben anoxikus fenékvizek kialakulása. A katasztrófához kötött kihalási elméletek nagy gyengéje, hogy nem tudják megmagyarázni, hogy a zárvatermők közül miért nem halt ki gyakorlatilag egyetlen faj sem. De még arra az egyszerű kérdésre sem tud választ adni, miképp létezhetnek ma a békafélék, amelyek a meteoritbecsapódáshoz köthető változások mindegyikére nagyon érzékenyek.
A kréta–tercier esemény a legismertebb, de korántsem a legnagyobb tömeges kihalás volt. A perm–triász kihalási esemény az élővilág jóval nagyobb százalékának kipusztulásával járt. Mivel azonban ez utóbbi elsősorban kis testű, tengeri fajokat érintett, a nagyközönség számára jóval érdekesebbnek tűnik a K-T esemény, a hatalmas dinoszauruszok kipusztulása miatt.

## Kihalási minták
Habár a kihalási esemény egyszerűen ment végbe, jelentős eltérések voltak a kihalás mértékét illetően a különböző kládokban, illetve kládok között. Mivel atmoszferikus részecskék gátolták a napfényt, csökkentve a földfelszínre jutó napenergia mennyiségét, megkezdődött a fotoszintézistől függő fajok kihalása. A fotoszintetizáló szervezetek, beleértve a fitoplanktont és a szárazföldi növényeket, ugyanúgy a tápláléklánc alapját képezték a kréta időszakban, ahogy napjainkban is. Létezik bizonyíték arra vonatkozóan, hogy növényevő állatok haltak ki, mikor a táplálékaikként szolgáló növények megfogyatkoztak; ennek következményeként pedig a Tyrannosaurus rexhez hasonló csúcsragadozók is éhen vesztek.
A kokkolitok és a puhatestűek – beleértve az ammoniteszeket, rudistákat, édesvízi csigákat és kagylókat, valamint azokat a szervezeteket, amelyeknek a táplálékláncban szükségük volt ezekre a héjas állatokra – kihaltak vagy súlyos veszteségeket szenvedtek. Sőt a zátonyalkotó szervezetek hanyatlása már kimutathatóan a K–T határ előtt megkezdődött. Ismert például, hogy az ammoniteszek a moszaszauruszok, az óriási tengeri hüllők fő élelemforrásai voltak. Az ammoniteszek viszont már nagyon hosszú ideje folyamatos fogyatkozásban voltak, így a K–T-határ legfeljebb ráerősített, meggyorsította a szükségszerű kihalásukat.
A mindenevők, a rovarevők és a dögevők túlélték a kihalási eseményt, mivel feltehetően még növekedett is a rendelkezésükre álló élelem mennyisége. Úgy tűnik, hogy a kréta időszak végén nem voltak kizárólag növényevőként vagy húsevőként élő emlősök. A tudósok azt feltételezik, hogy azok a szervezetek túlélték a növényalapú táplálékláncok összeomlását, amelyek üledéket fogyasztottak, így maradhattak fenn az emlősök és a madarak, melyek az elpusztult növényi és állati tápanyagon élő rovarokkal, férgekkel és csigákkal táplálkoztak.
A folyami életközösségekben kevés állatcsoport halt ki, mert kevésbé direkt módon függenek az élő növényektől, inkább a szárazföldről a vízbe mosódó üledékre van szükségük. Élő növények azonban mindenképp maradtak, mivel egyetlen zárvatermő sem halt ki. A kétéltűek pedig szinte észre sem vették a nagy kihalást. Hasonló, de jóval összetettebb minta jellemzi az óceánokat. A kihalás jóval súlyosabban érintette a tengeri áramlatokban élt állatokat, mint a fenéklakókat, mivel az előbbiek szinte teljesen a fitoplanktontól függenek, míg az utóbbiak részben vagy teljesen az üledéken élnek.
Az esemény legnagyobb tüdővel lélegző túlélői a krokodilok és a champsosauridák voltak, melyek félig vízi életmódot folytattak, és így hozzáfértek az üledékhez. A modern krokodilok képesek dögevőként élni, illetve több hónapig fennmaradni élelem nélkül, kicsinyeik pedig aprók, lassan nőnek és nagyrészt gerinctelenekkel és elpusztult szervezetekkel, vagy azok foszlányaival táplálkoznak az életük első éveiben. Ezek a jellemzők vezethettek a krokodilok túléléséhez a kréta időszak végén.
A K-T eseményt követően, a biodiverzitás helyreállásához tekintélyes mennyiségű időre volt szükség, annak ellenére, hogy számos betöltésre váró ökológiai fülke állt rendelkezésre.

### Mikrobióta
A K-T határ egyike a fosszilis rekord drámai változásokra utaló jeleinek, és azokhoz a mészkőtartalmú nanoplankton-szervezetek pusztulásával létrejött kalcium lerakódásokhoz tartozik, amelyekről a kréta időszak a nevét kapta. A változás ennél az állatcsoportnál fajszinten jelenik meg. Az időszak tengeri veszteségeinek statisztikai elemzése arra utal, hogy a sokféleség csökkenését inkább a kihalások erős növekedése, mintsem a fajfejlődés (speciáció) csökkenése okozta. A K-T határ páncélos ostorosokat (dinoflagellátákat) rögzítő része nehezen értelmezhető, főleg azért, mert csak a mikrobiális ciszták hagynak hátra nyomot a fosszilis rekordban, és nem minden dinoflagelláta fajnak van cisztaképző állapota, így elképzelhető, hogy a sokféleségüket alábecsülték. A legújabb kutatások szerint nem voltak nagyobb eltolódások a dinoflagelláták között a K-T határnál.
A sugárállatkák geológiai nyomot hagytak hátra az ordovícium időszakig bezárólag, és megkövült csontvázaik visszakövethetők a K-T határon keresztül. E szervezetek tömeges kihalására nincs bizonyíték, ami arra utal, hogy a fajaik nagy számban voltak jelen a déli sarkkörön belül, ahol a paeleocén kezdetén a hőmérséklet csökkenni kezdett. A kovamoszatfajok közel 46%-a túlélte a késő kréta és a kora paleocén közti átmenetet, ami ugyan jelentős változásra utal a fajok tekintetében, katasztrofális kihalásra azonban nem.
A planktonikus likacsoshéjúak K-T határon történő jelenlétét a kutatók az 1930-as évek óta tanulmányozzák. A vizsgálatok, melyek felvetették annak lehetőségét, hogy egy becsapódási esemény történt a K-T határ idején, számos, a planktonikus likacsoshéjúak kihalását taglaló publikációt eredményeztek. A bizonyítékot e fajok nagy mértékű, K-T határnál bekövetkezett kihalásának jeleként értelmező tudósok vitákat folytatnak azokkal, akik úgy vélik, hogy a bizonyíték inkább többszörös kihalásra és elterjedésre utal.
Az óceáni biomassza K-T esemény alatt bekövetkező csökkenése számos vízfenéki (bentális) likacsoshéjú faj kihalásával járt együtt, valószínűleg annak következményeként, hogy szerves törmeléket fogyasztottak. Azonban ahogy a tengeri mikrobióta helyreállt, az elképzelés szerint a bőséges élelemforrás hatására megnövekedett a vízfenéki likacsoshéjúak sokfélesége is. A fitoplankton populációk helyreállása a kora paleocén során lehetővé tette a vízfenéki likacsoshéjúak nagyobb, főként üledéken élő csoportjainak ellátását is. A vízfenéki populációk teljes helyreállása több szakaszban zajlott le, amihez a paleocén elején több százezer évre volt szükség. Egyes likacsoshéjú fajoknak azonban léteznek planktonikus és bentonikus alakjai is, ez a kettősség lehetővé tette, hogy a becsapódási eseményt a védett tengerfenéken vészeljék át, majd, amikor a körülmények kedvezőre fordultak, az óceánban szabadon lebegve viszonylag gyorsan újra elterjedjenek.

### Tengeri gerinctelenek

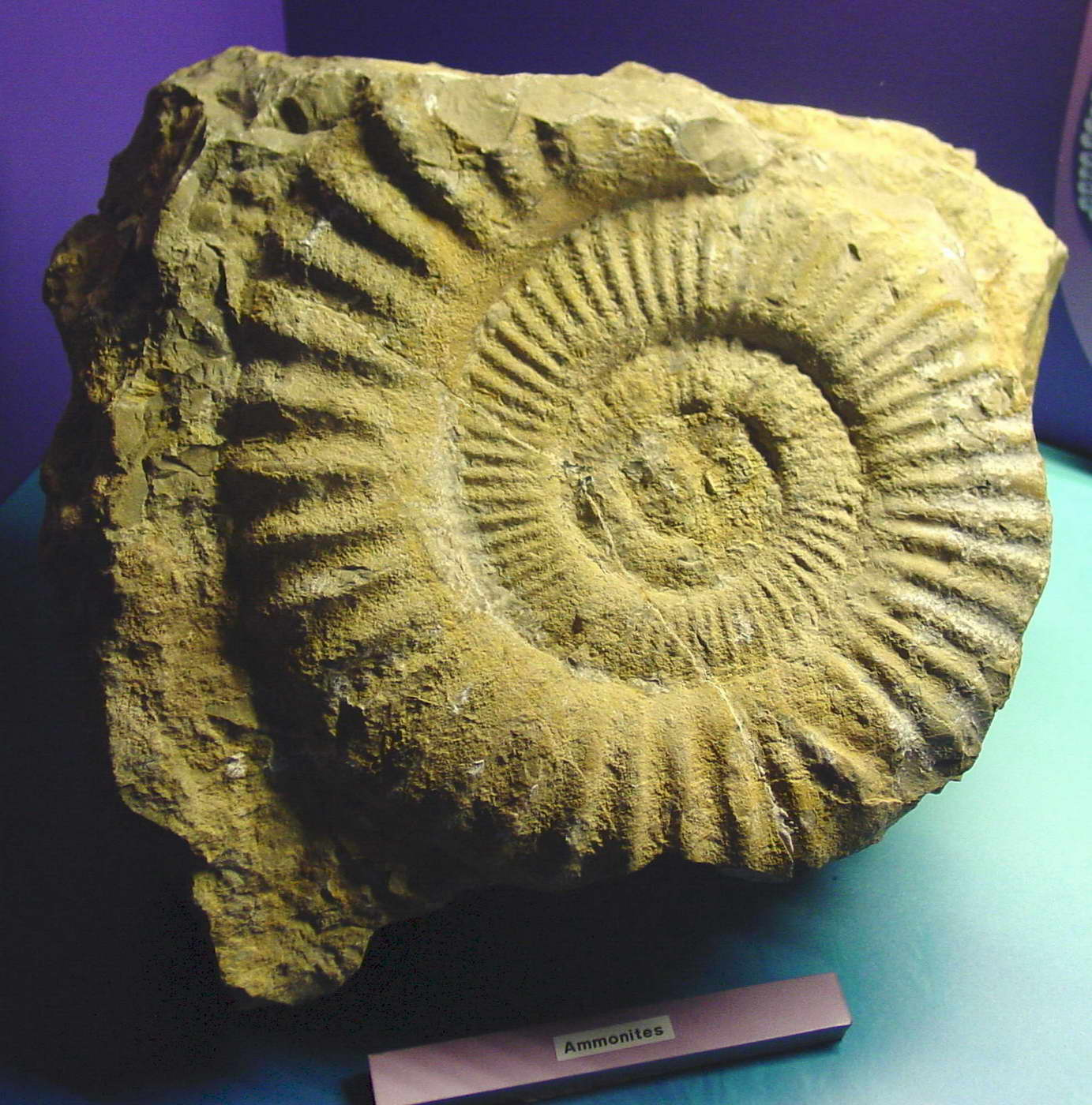
Egy ammonitesz fosszíliája

A tengeri gerinctelenek kihalási arányát illetően változatosság figyelhető meg a fosszilis rekord K-T határhoz tartozó részén. A látszólagos arányra kevésbé hathat a fosszilis rekord hiányossága, mint a tényleges kihalás mértéke.
A kis méretű rákok egy késő maastrichti korszak idején elterjedt osztályához, a kagylósrákokhoz tartozó fosszíliák sokfelé megtalálhatók. Egy velük kapcsolatos vizsgálat kimutatta, hogy a kagylósrákok sokfélesége kisebb volt a paleocénben, mint bármikor a harmadidőszakban. A legújabb kutatások azonban nem tudták megállapítani, hogy a csoportban bekövetkező kihalások a K-T határ idején vagy még azt megelőzően történtek.
A késő kréta időszakban élt kőkorallnemek körülbelül 60%-a nem érte meg a paleocén kezdetét. A korall kihalásokkal kapcsolatos további elemzések arra utalnak, hogy a meleg, sekély, trópusi vizekben élő telepes fajok mintegy 98%-a kipusztult. A magányos korallok, melyek általában nem alkotnak szirteket, és (a fotikus zóna alatt) a hidegebb, mélyebb vizekben élnek, kevésbé voltak kitéve a K-T esemény hatásainak. A telepes korall fajok szimbiotikus kapcsolatban élnek a fotoszintetikus algákkal, melyek megfogyatkoztak a K-T esemény során. A zátonylakók kihalásai más korokban is elsősorban ciklikusan bekövetkező és nagy mértékű tengerszint változásokhoz kötődnek.
Ahhoz azonban, hogy a korall fosszíliákból kinyert adatokat a K-T kihalásokkal és az azt követő paleocén helyreállási folyamattal kapcsolatos bizonyítékként lehessen felhasználni, figyelembe kell venni a K-T határ idején a korall ökoszisztémákat érintő változásokat is. A fejlábú-, tüskésbőrű- és kagylónemek száma a K-T határ után jelentős csökkenést szenvedett el. A kagylók esetében azonban világosan kimutatható, hogy a zátonylakó rudisták pusztultak ki elsősorban, és míg ezek teljesen eltűntek, a mélyvízi kagylók gyakorlatilag érintetlenül élték túl a határt. A tengeri gerinctelenek egy kisebb törzséhez, a pörgekarúakhoz tartozó fajok többsége túlélte a K-T eseményt, és a sokféleségük növekedett a paleocén elején.

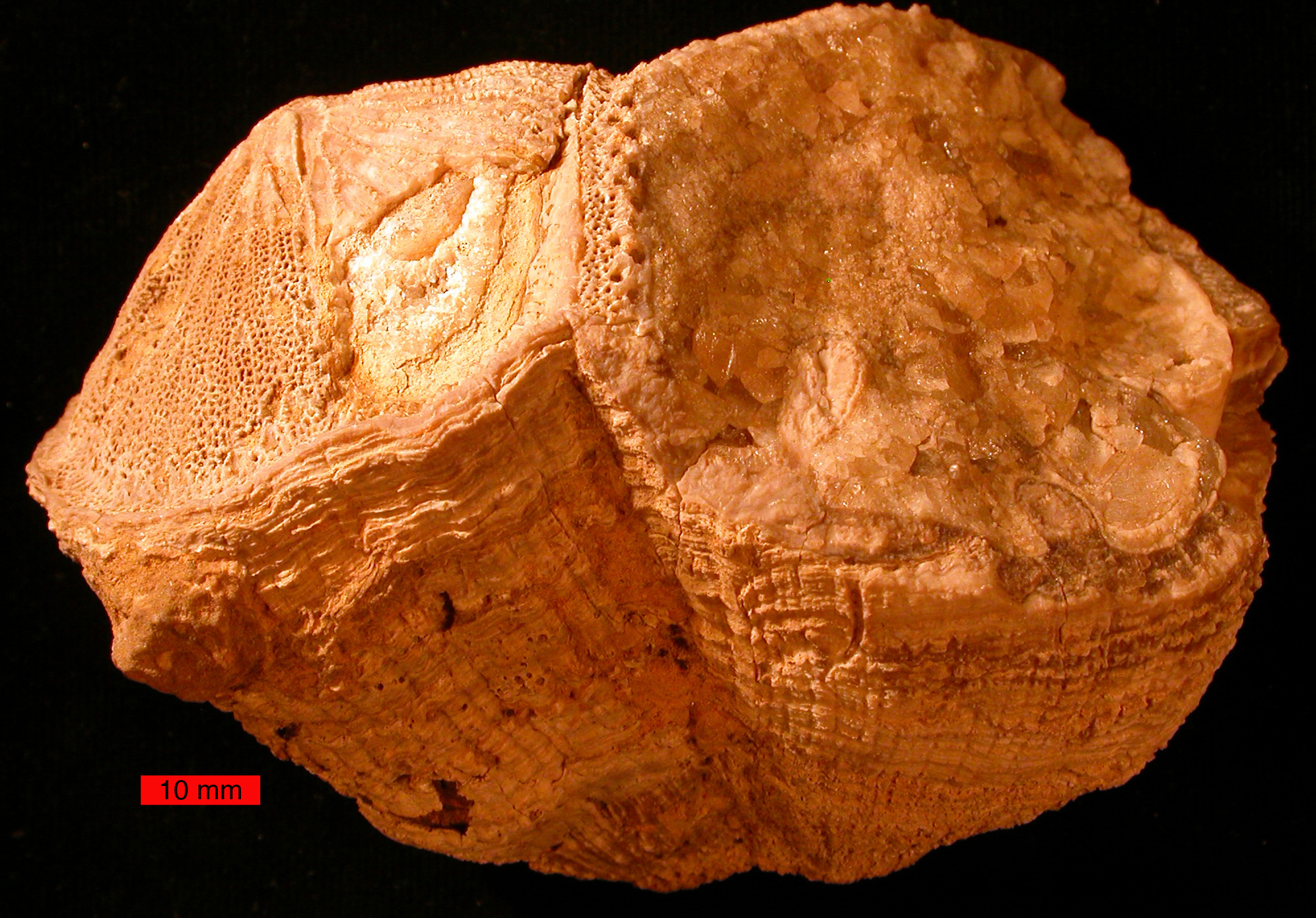
A késő kréta idején élt rudista kétkagylósok maradványai az ománi hegyekből, az Egyesült Arab Emírségek területéről. A mérőeszköz beosztása 10 milliméter

A puhatestűek Cephalopoda osztályához tartozó összes faj kihalt a K-T esemény alatt, kivéve a csigaházas polipokat (melyeket a modern Nautilida rend tagjai képviselnek) és a tintahalalakúakat (a mai polipok, kalmárok és tintahalak őseit). Köztük voltak az ökológiai szempontból jelentős belemniteszek és a nagy változatosságot elért ammoniteszek, valamint az elterjedt héjas fejlábúak is. A kutatók kimutatták, hogy a túlélő csigaházas polipok szaporodási stratégiája, ami kevés, de nagyobb méretű tojásokon alapul, szerepet játszott abban, hogy ammonoida vetélytársaikkal szemben fennmaradtak. Az ammonoidák planktonikus szaporodási stratégiát követtek (számos tojást és planktonikus lárvát raktak le), amit károsan érinthetett a K-T esemény. A további kutatás feltárta, hogy az ammonoidák globális biótából történő eltűnését követően a nautiloidák olyan evolúciós terjedésbe kezdtek, amely során az ammonoidákhoz hasonló formájú és bonyolultságú héjakat fejlesztettek ki.
A tüskésbőrű nemek 35%-a nem élte túl a K-T eseményt, azonban a pusztulási arány azon taxonok körében volt a legnagyobb, amelyek sekélyvizű környezetekben éltek a késő kréta időszakban, ami ismét a zátonyközösségek fentebb említett pusztulásához hasonló: a sekélytengeri élőlények kevéssé viselik el a vízszintváltozást. A mély vizek közepes mélységű részein élő tüskésbőrűeket kevésbé érintették a K-T esemény hatásai. A kihalási minta az élőhelyek megfogyatkozására, pontosabban a sekély vízben elhelyezkedő karbonát platformok elmerülésére utal.
A többi gerinctelencsoport, beleértve a rudistákat (sziklaépítő kagylókat) és az inoceramidákat (a ma élő fésűkagylók óriás rokonait) is, szintén kipusztult a K-T határ idején.

### Halak
A Gnathostomata halakhoz tartozóan tekintélyes mennyiségű fosszília található a K-T határnál, ami elegendő adattal szolgál a tengeri gerincesek ezen osztályainak kihalási mintájához. Körülbelül 80%-ukat, a porcos halak (Chondrichthyes) a cápák, rájaalakúak és valódi rájafélék családjai alkotják, melyek túlélték ezt az időszakot, a 10%-ukat kitevő valódi csontoshalak pedig kihaltak. Az Antarktisz közelében levő Seymour Islanden találtak bizonyítékot a csontos halak K-T határ után bekövetkezett tömeges pusztulására vonatkozóan. Egy feltételezés szerint e halaknak környezeti átalakulást kellett elszenvednie, a K-T esemény pedig meggyorsíthatta a kihalásukat. Mindemellett a halak tengeri és édesvízi környezetei mérsékelték a kihalási esemény hatásait.

### Szárazföldi gerinctelenek
A virágos növények rovarok által megrongált levelei Észak-Amerika tizennégy lelőhelyén jelzik a rovarok változatosságát, illetve kihalási arányát a K-T határ idején. A kutatók úgy találták, hogy a kréta időszaki lelőhelyeken, főként a kihalási eseményhez tartozók esetében nagy a növényevők és a rovarevők változatossága. A paleocén elején, 1,7 millió évvel a kihalási esemény után a flóra aránylag változatos volt, a rovarok táplálkozása csak kis mértékben hatott rá.

### Szárazföldi növények
Rengeteg bizonyíték létezik a növényközösségek K-T határ idején történt globális terjedésére vonatkozóan. Azonban jelentős regionális különbségek voltak a növények időbeli sorrendjét illetően. Észak-Amerikában az adatok tömeges pusztulásra utalnak a K-T határ időszakaiban, a megaflórában azonban lényeges változások történtek, ezt megelőzően. A déli félgömb magas szélességi körein, például Új-Zélandon és az Antarktiszon a tömeges kihalás nem okozott nagy változást a fajok számában, de drámai és rövid idejű változások álltak be a növénycsoportok elterjedését illetően. Észak-Amerikában a növényfajok körülbelül 57%-a kihalt. A paleocénben a növényzet újjáéledése a páfrányok elterjedése (az úgynevezett „páfrány tüske”) ugrásszerű változásként jelenik meg a fosszilis rekordban; a Mount Saint Helens vulkán kitörése után ugyanennek a növényfajnak az újratelepülése volt megfigyelhető.
A növények K-T határ idején bekövetkezett általános pusztulása a szaprotróf élőlények elszaporodásával kellett járjon, például a gombák elburjánzása kísérte, melyeknek nem volt szükségük fotoszintézisre, és táplálékként hasznosíthatták a rothadó vegetációt. A gombafajok dominanciája csak néhány évvel később ért véget, mikor az atmoszféra kitisztult és elegendő szerves táplálék állt rendelkezésre. Ekkor visszatértek a páfrányok és más fotoszintetizáló növények. Úgy tűnik, hogy a poliploidizáció elősegítette a virágos növények túlélését, talán azért, mert a további genom másolatok az ilyen növények számára könnyebbé tették a becsapódás után a gyorsan változó környezeti feltételekhez való alkalmazkodást.

### Kétéltűek
Nincs bizonyíték a kétéltűek K-T határ során történő tömeges kihalására, ezek az állatok ugyanis szinte sértetlenül vészelték át ezt az időszakot. A montanai csontmedrekből előkerült farkos kétéltűek nemeinek mélyreható vizsgálatai azt mutatták, hogy hétből hat érintetlen maradt az esemény után.
A békafajok kevés veszteséggel megérték a paleocén időszakot, bár a békacsaládok és nemek tekintetében a fosszilis rekord egyenlőtlen. Egy Montanában készített három nemre kiterjedő alapos felmérés kimutatta, hogy a K-T esemény nem érintette ezeket az állatokat, és azok változatlanul fennmaradtak. A K-T esemény idején élt kétéltűcsaládok kihalására vonatkozóan a bizonyíték kevés, illetve hiányzik. A kétéltűek túlélése annak tudható be, hogy ezek a kládok képesek rejtekhelyet találni a vízben, illetve lyukakat ásnak az üledékben, a talajban, a fában vagy a kövek mögött.

### Nem archosaurus hüllők
Két nem archosaurus hüllő taxon, a teknősök és a lepidosauriák (kígyók, gyíkok és ásógyíkalakúak), a choristoderákkal (a kora miocén időszakban kipusztult, félig vízi életmódhoz alkalmazkodott archosaurusokkal) együtt fennmaradt a K-T határ után is. A kréta időszaki teknősfajok több mint 80%-a túlélte a K-T eseményt, továbbá mind a hat teknőscsalád napjainkig fennmaradt.
A ma élő lepidosauriák két csoportba, a Rhynchocephalia és Squamata rendbe tartoznak. A Rhynchocephalia, vagy felemásgyíkok elterjedt, és aránylag sikeres lepidosauria csoport volt a mezozoikumban, de a középső krétában hanyatlásnak indult. Mára csupán egyetlen neme, a Tuatara maradt fenn, amely kizárólag Új-Zélandon él. A pikkelyes hüllőkből álló Squamata rend, melyet napjainkban a gyíkok, kígyók és ásógyíkalakúak képviselnek, különböző ökológiai fülkéket töltött be a jura időszakban, és a krétát, majd a K-T eseményt túlélve, napjainkra a legsikeresebb és legváltozatosabb csoporttá vált, melybe több mint 6000 faj tartozik. Nem tudni hány szárazföldi squamata pusztult ki a K-T határ idején, de a fosszilis bizonyítékok arra utalnak, hogy nem szenvedtek jelentős számbeli veszteséget. Kis méretük, alkalmazkodó anyagcseréjük és az a képességük, hogy kedvezőbb élőhelyekre vándorolnak, kulcsfontosságúak voltak a késő kréta és a kora paleocén során.
A nem archosaurus tengeri hüllők, beleértve a csúcsragadozónak számító óriás moszaszauruszokat és plesiosaurusokat, kihaltak a kréta időszak végén.

### Archosaurusok
Az archosaurus kládok közé két fennmaradt rend, a krokodilok (az Alligatoridae, Crocodylidae és Gavialidae családok) és a madarak, valamint a kihalt röpképtelen dinoszauruszok és a pterosaurusok sorolhatók.

#### Crocodylomorphák
A krokodilokat vagy közeli rokonaikat tíz család képviseli a fosszilis rekord maastrichti korszakhoz tartozó részén, melyek közül öt még a K-T határ előtt kihalt. Öt család egyaránt felbukkan a maastrichti és a paleocén rétegekben is. Valamennyi túlélő család édesvízi és szárazföldi környezetek lakója, kivéve a Dyrosauridae-t, amely az édes- és sósvízi élőhelyeken egyaránt előfordul. A krokodilok képviselőinek 50%-a túlélte a K-T határt és úgy tűnik, hogy csak az észak-amerikai Deinosuchushoz hasonló nagy méretűek nem maradtak fenn. A túlélésük kulcsa az volt, hogy a vízi ragadozók ökológiai fülkéit töltik be, és képesek üreget ásni, ami csökkenthette a környezeti hatásokkal szembeni érzékenységüket. Stéphane Jouve és kollégái 2008-ban felvetették, hogy a fiatal dyrosauridák a mai sósvízi krokodilok utódaihoz hasonlóan édesvízben éltek, ami segíthette a túlélésüket a kihalt tengeri hüllőkkel szemben, ugyanis a K-T esemény kevésbé érintette az édesvízi környezeteket.

#### Pterosaurusok
A maastrichti korszakra a pterosaurusoknak mindössze egy családja, az Azhdarchidae maradt fenn, mely ki is halt a K-T esemény során. E nagy pterosaurusok voltak a középső kréta idején még 10 családból álló csoport utolsó tagjai. A kisebb pterosaurusok a maastrichti korszakot megelőzően tűntek el egy olyan periódusban, amikor a kisebb állatfajok megfogyatkoztak, a nagyobbak pedig elszaporodtak. Eközben a modern madaraknak sokféle változata alakult ki, versengés folytán, vagy pusztán az üresen maradt ökológiai fülkék betöltésével felváltva a korai madár- és pterosaurus csoportokat.

#### Madarak
A legtöbb őslénykutató egyetért abban, hogy a madarak a dinoszauruszok egyetlen ma élő rokonai (lásd Dinoszaurusz–madár kapcsolat). Azonban valamennyi nem neornithes madár kihalt, beleértve az olyan virágzó csoportokat is, mint az enantiornithák és a hesperornithák. A madárfosszíliák számos elemzése eltérést mutat a K-T határt megelőző fajoktól, és a kacsák, csirkék, valamint a futómadarak rokonaitól, melyek a röpképtelen dinoszauruszok kortársai voltak. A neornithes madarak képesek merülni, úszni és rejtekhelyet keresni a vízben, illetve a mocsaras területeken, így túlélték a K-T határt. Számos fajuk képes üreget ásni vagy fészket építeni a fák üregeiben vagy a termeszvárakban, ami védelmet nyújtott számukra a K-T esemény hatásaival szemben. A későbbi hosszú távú túlélés annak eredménye volt, hogy ezek az állatok betöltötték a dinoszauruszok eltűnése után üresen maradt ökológiai fülkéket.

#### Dinoszauruszok

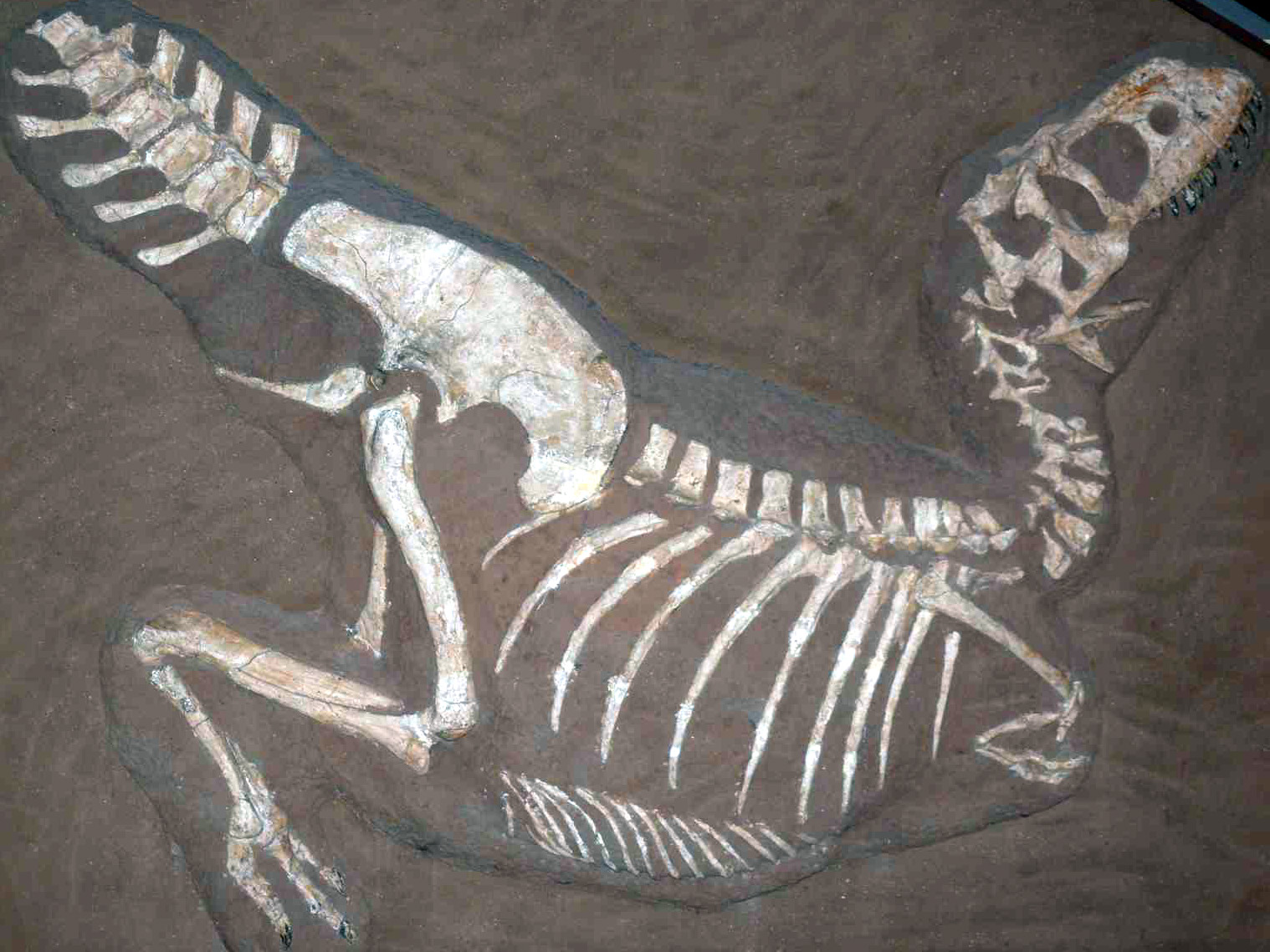
A K-T esemény során kihalt Tarbosaurus fosszíliája

A többi élőlénycsoportnál jóval több publikáció jelent meg a dinoszauruszok K-T határ idején bekövetkezett kihalásáról. A néhány vitás állítástól eltekintve elfogadott tény, hogy valamennyi röpképtelen dinoszaurusz kipusztult a K-T esemény során. A fosszilis rekord dinoszauruszokhoz tartozó részét értelmezték úgy is, hogy a kréta időszak utolsó néhány millió éve alatt a sokféleségben visszaesés következett be, de úgy is, hogy nem történt visszaesés. Emellett az is elképzelhető, hogy a fosszilis rekord minősége egyszerűen nem teszi lehetővé a kutatók számára, hogy el tudják dönteni, melyik feltételezés helyes. Mivel nem bizonyított, hogy a késő maastrichti korszak röpképtelen dinoszauruszai tudtak ásni, úszni vagy merülni, nem feltételezhető, hogy képesek lehettek megóvni magukat a K-T esemény környezeti hatásainak legkárosabb részeitől. Lehetséges, hogy a kistestű dinoszauruszok (a madarak közé nem tartozók) fennmaradtak, de a megfogyatkozott növényi táplálék miatt mind a növényevők, mind a húsevők élelemforrásai gyorsan elapadtak. A növekvő egyetértés a dinoszauruszok endotermiáját (meleg vérűségét) illetően (lásd dinoszauruszok fiziológiája) segít megérteni a közeli rokonaikkal, a krokodilokkal szembeni kihalásuk okait. A hideg vérű krokodilok élelemszükséglete ugyanis nagyon alacsony (hónapokig is képesek fennmaradni táplálék nélkül) a hasonló méretű, de gyorsabb anyagcseréjű meleg vérűekhez képest. A tápláléklánc korábban említett okokból bekövetkező összeomlása miatt a röpképtelen dinoszauruszok kihaltak, míg a krokodilok fennmaradtak. Ebben az összefüggésben az egyéb endoterm állatok (a madarak és az emlősök) túlélése többek között azon múlhatott, hogy kisebb testméretük miatt jóval kevesebb élelemre volt szükségük.

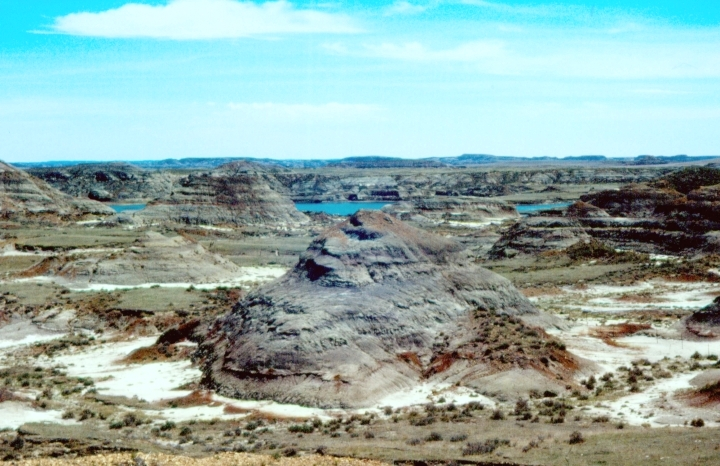
A Hell Creek Formáció

Számos kutató azt állítja, hogy a dinoszauruszok kihalása fokozatosan ment végbe, így léteztek paleocén dinoszauruszok. Ezek az állítások a Hell Creek Formáció K-T határnál 1,3 méterrel magasabban fekvő, 40 000 évvel későbbi rétegében felfedezett dinoszaurusz maradványokon alapulnak. A Utah állambeli San Juan Rivernél levő Ojo Alamo Sandstone-ban egy fosszilizálódott hadrosaurida combcsontja közelében talált pollen minták arra utalnak, hogy az állat a harmadidőszakban, körülbelül 64,5 millió évvel ezelőtt (mintegy 1 millió évvel a K-T esemény után) élt. Ha igazolható, hogy a K-T határ után is léteztek, akkor ezek a hadrosauridák „élőholt kládnak” tekinthetők. Az újabb keletű kutatások arra utalnak, hogy ezek a fosszíliák az erózió következtében az eredeti helyükről kikerülve eltemetődtek (áthalmozódtak) egy későbbi rétegben.
Az egyelőre bizonyos, hogy a dinoszauruszok fogyatkozása a leletanyagban fokozatos, a késő kréta vége felé élő dinoszaurusznemek közül csak igen kevés ismert a pontosan 66 millió éves rétegekből. A magasabb rendszertani egységek a kréta elejétől folytonosan csökkenő számúak, a felső kréta első felében néhány csoport nagy virágzásnak indult, így például a szarvarcúak. A leletanyag és a katasztrófa-elméletek közti ellentmondást rendszerint a Signor–Lipps hatás számlájára írják. Ezen effektus leírása azonban nem ennek a megmagyarázására született, és nem is alkalmas rá, mivel éppen azt szögezi le, hogy az egyes populációkról soha, semmilyen módszerrel nem dönthető el, egészen pontosan mikor tűnt el.

### Emlősök
Az emlősök fő kréta időszaki fejlődési vonalai, beleértve a kloákásokat (a tojásrakó emlősöket), a multituberculatákat, az erszényeseket, a méhlepényeseket, a dryolestoideákat és a gondwanatheriákat, túlélték a K-T eseményt, bár veszteségeket szenvedtek. Az erszényesek például nagyrészt eltűntek Észak-Amerikából, az ázsiai deltatheroidák, az erszényesek kezdetleges rokonai pedig kihaltak. Az észak-amerikai Hell Creek csontmedreiben a multituberculata fajok közül tízből legalább öt nem található meg a K-T határ felett, ahogy a tizenegy erszényes faj sem.
Az emlősfajok sokfélévé válása körülbelül 30 millió évvel a K-T határ előtt kezdődött meg, de a folyamat a határ átlépésekor lelassult. Az újabb kutatások azt jelzik, hogy ebben az időszakban az emlősök egyedivé válása nem volt robbanásszerű, annak ellenére, hogy a dinoszauruszok kihalása miatt voltak betöltetlen ökológiai fülkék. Az emlősök számos rendjénél, köztük a denevéreknél a Cetartiodactyláknál (a mai cetek és párosujjú patások őseinél) közvetlenül a K-T határ után megkezdődött a sokfélévé válás, bár a legújabb vizsgálatok szerint ez csak az erszényeseknél következett be.
A K-T határ emlősfajai általában kicsik, nagyjából patkányméretűek voltak, ami segíthette őket a védett helyeken való elrejtőzésben. Emellett kijelenthető, hogy egyes korai kloákások, erszényesek és méhlepényesek félig vízi vagy ásó életmódot folytattak, ahogyan azt sok mai fejlődési vonal képviselője is teszi. Bármely ásó vagy vízi életmódot folytatott emlős jobb védelemhez juthatott a K-T esemény környezeti hatásaival szemben.

## Bizonyíték

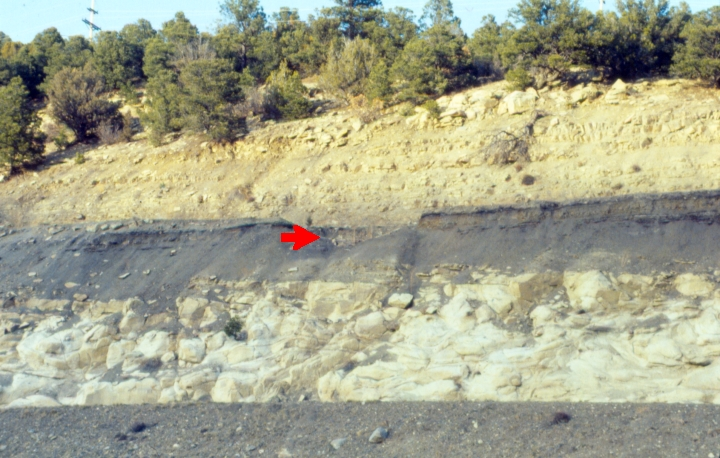
A K-T határ az Egyesült Államokban, a Colorado állambeli Raton Pass közelében, a 25-ös autópálya mellett. Az irídiumban gazdag hamut (a határt) vörös nyíl jelöli

### Észak-Amerikai fosszíliák

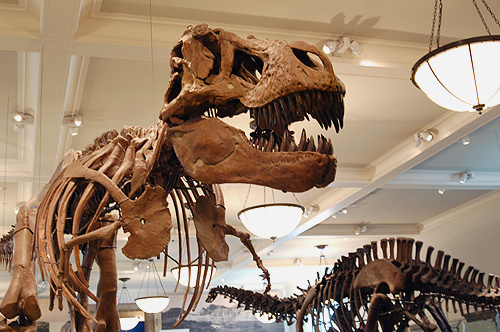
Sok különféle dinoszaurusz fosszíliája található az esemény előtti sztratigráfiai rétegekben (elöl: Tyrannosaurus, jobbra a háttérben: Apatosaurus)

Észak-Amerika szárazföldi területein a kihalási esemény jellegzetességeit illetően eltérést jelent a késő maastrichti palinomorf leletek aránylag nagy száma, és a határ utáni „páfrány tüske” a fosszilis rekordban.
A K-T határ idejéről származó, dinoszauruszok maradványait tartalmazó sziklák közül jelenleg a legtöbb információval azok szolgálnak, amelyek Észak-Amerika nyugati részén, főként a Montana állambeli Hell Creek formáció területén találhatók. Ez a formáció a régebbi (körülbelül 75 millió éves) (montanai és albertai) Judith River/Dinosaur Park Formációval szemben a kréta időszak utolsó 10 millió évében élt dinoszaurusz populációk maradványait tartalmazza. Ezek a lelőhelyek földrajzilag behatároltak, csak a kontinens egy részét fedik le.
A középső, illetve késő campaniai korszakhoz tartozó formációk több változatosságot mutatnak a dinoszauruszokat illetően, mint bármely más sziklaképződmény. A késő maastrichti sziklákban megtalálhatók a nagyobb kládok legnagyobb tagjai, például a Tyrannosaurus, az Ankylosaurus, a Pachycephalosaurus, a Triceratops és a Torosaurus maradványai, melyek arra utalnak, hogy bőséges élelemforrások álltak rendelkezésre a kihalást megelőzően.
A dinoszauruszok fosszíliái mellett a növényeké is felbukkannak, melyek jelzik a fajok számának csökkenését a K-T határ idején. A K-T határ alatti üledékekben a legelterjedtebb növényi maradványok a zárvatermők pollen szemcséi, a határnál azonban már kevés található belőlük, inkább a párfrányspórák dominálnak. A normális pollenszint fokozatosan tér vissza a határ felett. Ez a vulkánkitörések által érintett területekre emlékeztet, ahol elsőként a páfrányok jelennek meg, melyeket később a nagyobb zárvatermők követnek. Maguk a dinoszauruszok is teljesen eltűnnek a határ előtt, de már korábban is fogyatkozást mutatnak. A leletek alapján a K–T-határt egyetlen dinoszaurusz sem érte meg.

### Tengeri fosszíliák
A tengeri plankton tömeges pusztulása úgy tűnik hirtelen és pontosan a K-T határnál következett be. Az ammonitesznemek pontosan a K-T határnál vagy annak közelében tűntek el, habár volt egy lassabb és kisebb mértékű kihalási folyamat is a határt megelőzően, ami a késő kréta idejére tehető tengerszint csökkenéshez kapcsolódik. A legtöbb inoceramida kagyló fokozatos kihalása szintén a K-T határ előtt kezdődött meg. A további elemzés azt mutatja, hogy számos folyamat ment végbe a késő kréta tengereiben, melyek részben átfedték egymást, és amelyeknek egy hirtelen tömeges kihalás vetett véget.

## Időtartam
A kihalási esemény időtartama viták tárgya, mivel egyes elméletek szerint a pusztulásnak aránylag rövid idő (néhány év vagy néhány ezer év) alatt kellett végbe mennie, míg más elképzelések szerint jóval hosszabb ideig tartott, már a kréta időszak közepén érezhető a hatása. A vitát a Signor–Lipps hatás miatt nehéz lezárni; ugyanis a fosszilis rekord tökéletlensége folytán feltételezhető, hogy a legtöbb faj kihalása a legújabb fosszíliáiknál későbbre tehető. Továbbá a tudósok nagyon kevés olyan lelőhelyet ismernek, amely több millió évvel a K-T kihalás előttről és utánról egyaránt őriz fosszilis maradványokat. Az észak-amerikai Hell Creek formáció dinoszaurusz-lelőhelyeit igen alaposan átvizsgálták, de öt méterrel a K-P határ alatt megkezdődik a leletanyag fogyatkozása, és az utolsó egy méteren gyakorlatilag nincsen dinoszaurusz. Mexikóban olyan ősmaradványos homokkő-rétegsorokat is feltártak, amelyekben a fajok tömeges kihalása a becsapódási esemény után 300 000 évvel kezdődött meg.

## A kihalások okai
Számos elmélet született arra vonatkozóan, hogy mi vezetett a K-T határnál történt jelentős pusztuláshoz. Ezen elméletek lényegét gyakran képezi az égitest becsapódás vagy a megnövekedett vulkáni tevékenység, némelyikben pedig mindkét tényező megtalálható. Az egyik forgatókönyv három fő okot is megjelöl: az égitest becsapódást, a vulkanikus tevékenységet és a tenger visszahúzódását. Eszerint a szárazföldi és tengeri közösségek számára megpróbáltatást jelentett az élőhelyeik megváltozása, illetve elvesztése. A környezeti változásoknak elsősorban a legnagyobb szárazföldi gerincesek, a dinoszauruszok voltak kitéve, melyek sokfélesége lecsökkent. Ezzel egyidőben vulkáni eredetű részecskék hűtötték le és szárították ki a földfelszínt. Majd megtörtént a becsapódás, ami összeomlást okozott mind a fotoszintézis alapú táplálékláncokban, mind pedig a már megviselt szárazföldi és tengeri táplálékláncokban. A fő különbség e nézet és az egyetlen okot feltételező elméletek között az, hogy a támogatói úgy látják, hogy az egyetlen ok nem feltétlenül elegendő a kihaláshoz, illetve valószínűtlennek tartják, hogy hasonló taxonómiai mintát eredményezne.

### Becsapódási esemény

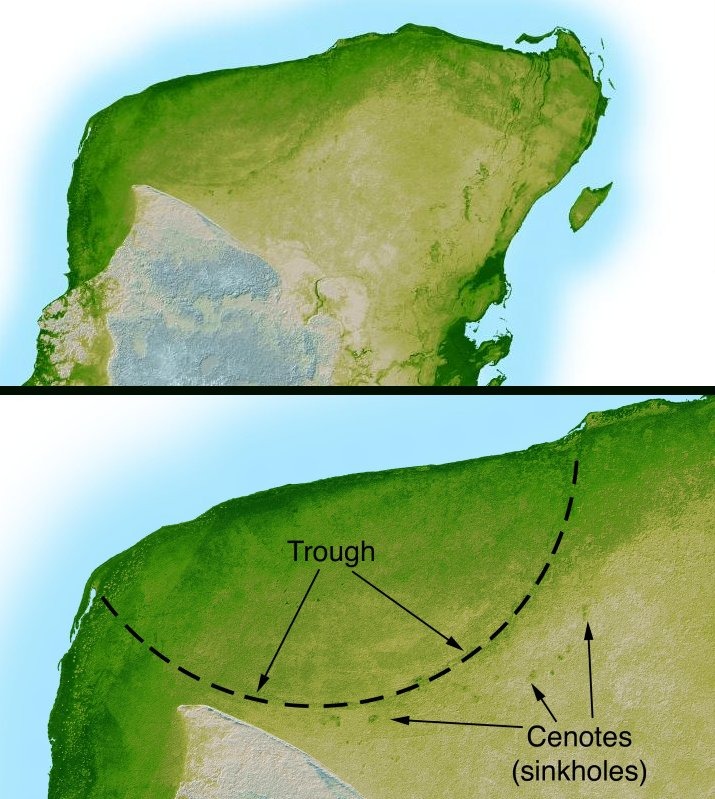
A radar topográfia segítségével megjeleníthető a Chicxulub-kráter 180 kilométer széles gyűrűje

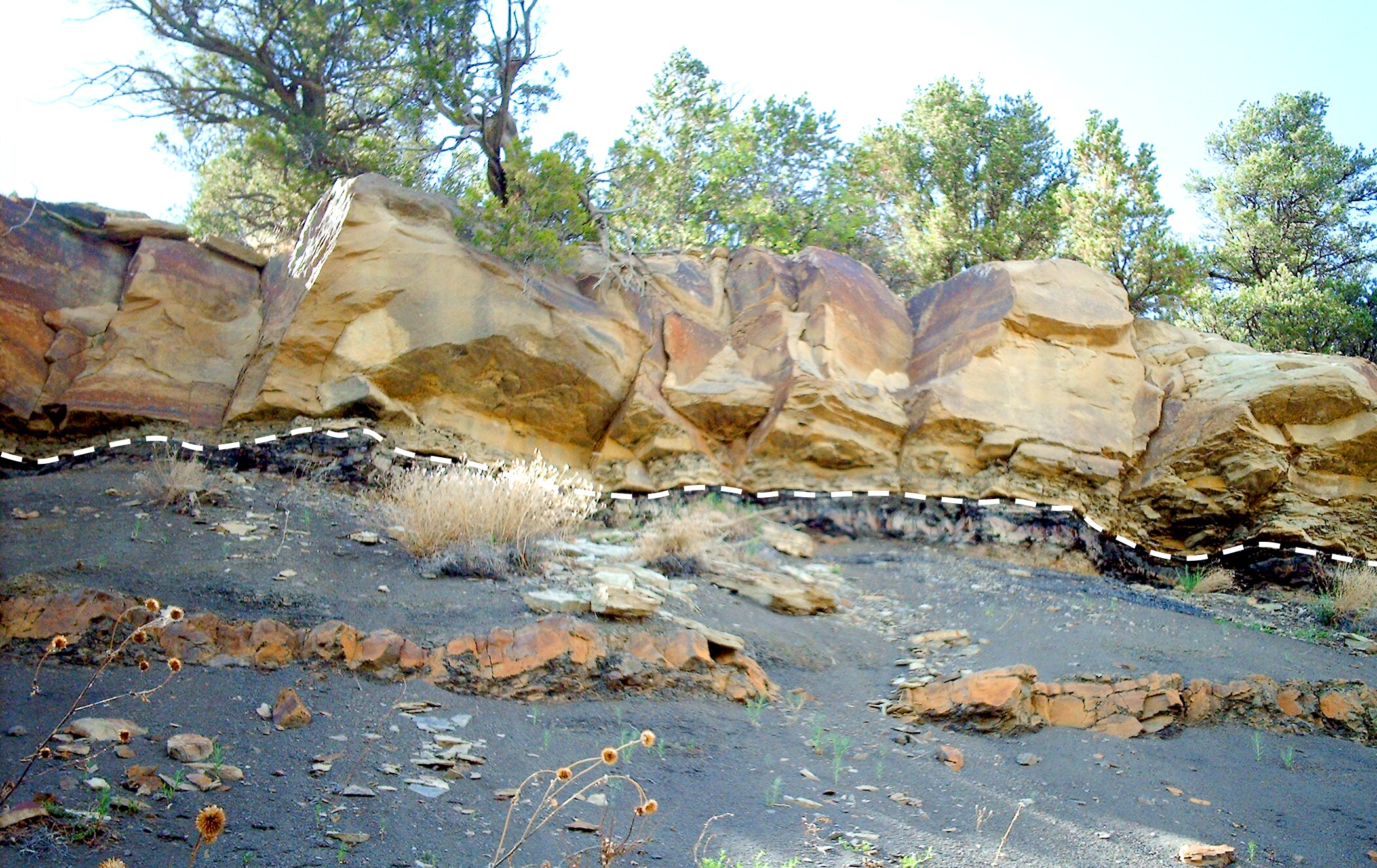
A K-T határ nyoma a Trinidad Lake State Park szikláin

1980-ban egy kutatócsoport, melynek tagjai között ott volt a Nobel-díjas fizikus Luis Alvarez, geológus fia Walter Alvarez, valamint két vegyész, Frank Asaro és Helen Michels, felfedezte, hogy üledékes rétegek találhatók a világ minden részén a kréta–tercier határnál, melyek a normálisnál jóval (az eredetileg tanulmányozott részek alapján 30-szor illetve 130-szor) nagyobb mennyiségű irídiumot tartalmaznak. Az irídium rendkívül ritka a földkéregben, sziderofil természete miatt ugyanis a planetáris differenciálódás következményeként többnyire a vassal együtt a Föld magjába merül (legalábbis a Goldschmitt-féle vasmagos földmodell szerint). Mivel az irídium nagy mennyiségben található meg az aszteroidákban, Alvarezék úgy gondolták, hogy egy aszteroida a Földnek ütközött a K-T határ idején. Korábban is felbukkantak már ehhez hasonló elképzelések, de a bizonyításukra nem volt lehetőség. Létezik bizonyíték arra, hogy 160 millió évvel ezelőtt a 298 Baptistina jelzésű aszteroida darabokra tört, és a feltételezés szerint több része is más égitestnek becsapódott, kialakítva a Chicxulub-krátert a Földön és a Tycho-krátert a Holdon.
A becsapódás következményeként felszálló porfelhő hónapokig vagy akár egy évig is akadályt jelenthetett a napsugarak számára, emellett pedig kénsavat és aeroszolokat juttathatott a sztratoszférába, miáltal 10-20%-ra csökkenthetett a felszínt érő napfény mennyisége, ami a fotoszintézist is gátolta. Legalább tíz évbe telhetett, amíg az aeroszolok eloszlottak, így megkezdődött a növények, a fitoplankton és a tőlük függő szervezetek (köztük a növényevők és a ragadozók) kihalása. Az üledéken alapuló táplálékláncokhoz tartozó kisebb élőlényeknek mérsékelt esélyük volt a túlélésre. A kilökődő anyag földi atmoszférába való visszatérése rövid ideig (néhány óráig) tartó erős infravörös sugárzást okozott, ami megölte az ennek kitett élő szervezeteket. A bolygón tűzviharok söpörhettek végig, melyeket a hősugárázás és a becsapódás után gyújtóbombaként visszahulló törmelék válthatott ki, a kréta időszak végi magas oxigénszint pedig táplálhatta az égést. Az atmoszféra oxigénszintje lecsökkent a harmadidőszak elején. Az esetleges nagy méretű tüzek növelhették az atmoszférában a szén-dioxid mennyiségét, ami a porfelhő leülepedéséig átmeneti üvegházhatást okozhatott, ami tovább pusztíthatta a legtöbb sérült élőlényt, amely túlélte a becsapódás utáni időszakot.
A becsapódás savas esőt is okozhatott, attól függően, hogy miből állt az aszteroida. Azonban a legújabb vizsgálatok arra utalnak, hogy ez a hatás aránylag kicsi volt, nagyjából 12 évig tarthatott. A savat semlegesíthette a környezet és a savas esőre érzékeny állatok (például a békák) túlélése azt jelzi, hogy nem volt fontos tényező a kihalás során. A becsapódási elméletek csak a gyors kihalásokra adhatnak magyarázatot, mivel a porfelhők és az esetleges kénes aeroszolok aránylag rövid idő alatt (10 éven belül) kimosódhattak az atmoszférából. További kutatások révén azonban rátaláltak a mexikói Yucatán-félsziget partjánál levő Chicxulub-kráterre, melynek keletkezési ideje illett Alvarez elméletéhez. A Glen Penfield 1978-as munkája alapján 1990-ben beazonosított kráter ovális, Alvarezék számítása szerint az átlagos átmérője 180 kilométer.
A kráter helye és alakja arra utal, hogy a becsapódás után felszálló porfelhő mellett további pusztítást is okozott. Az óceánba zuhanva cunamikat indíthatott el, melyek bizonyítéka azonban csak a Mexikói-öbölben, a Karib-térségben és az Egyesült Államok keleti tengerpartjának homokjában található. Ezek ma mélyen a szárazföldön vannak, de abban az időben jóval magasabb volt a tengerszint. A becsapódás idejére datált tengeri üledékek a szárazföldről származó sziklák darabjait és növények maradványait őrzik. Az aszteroida egy gipszmederben (kalcium-szulfát) zuhant le, így kén-dioxid tartalmú aeroszolok jöhettek létre. Ez tovább csökkenthette a földfelszínre jutó napfény mennyiségét, és savas esőket okozhatott, pusztítva a növényzetet, a planktont és azokat az élőlényeket, amelyek kalcium-karbonát alapú héjjal rendelkeztek (mint például a kokkolitofórák és a puhatestűek). 2008 februárjában egy kutatócsoport szeizmikus képek felhasználásával megállapította, hogy a becsapódó tárgy mélyebb vízbe zuhant, mint ahogyan azt korábban feltételezték. Kijelentették, hogy nagy mennyiségű szulfát aeroszolokat juttathatott a légkörbe, ami a klímaváltozás és a savas esők által még súlyosabbá tehette a becsapódást.
Napjainkban már az őslénykutatók többsége egyetért abban, hogy egy aszteroida ütközött a Földnek 66 millió évvel ezelőtt, de a vita tovább folyik arról, hogy vajon a becsapódás lehet-e a kihalási esemény egyetlen oka. Létezik ugyanis bizonyíték arra vonatkozóan, hogy a becsapódás és a tömeges kihalások kezdete között 300 000 év telt el. 1997-ben, az amerikai őslénykutató, Sankar Chatterjee felvetette, hogy a jóval nagyobb, 600 kilométeres átmérőjű Siva-kráter talán egy többszörös becsapódási esemény révén jöhetett létre.

### A Dekkán-trapp
2000 előtt azokat az állításokat, amik szerint a Dekkán-trapp platóbazaltját létrehozó események okozhatták a kihalást, rendszerint a fokozatos kihalást valószínűsítő nézethez kapcsolták, mivel a platóbazalt keletkezése 68 millió évvel ezelőtt kezdődött, és mintegy 2 millió éven át tartott. A legújabb bizonyíték arra utal, hogy a trapp kitörései 800 000 éven át a K-T határ idején zajlottak, így felelősek lehetnek a kihalásért és késleltethették a bióta helyreállását.
A Dekkán-trapp többféle módon is okozhatott kihalást, beleértve a por és a kénes aeroszolok légkörbe való kibocsátását, ami gátolhatta a napfényt, ezáltal csökkentve a növények fotoszintézisét. Emellett a Dekkán-trapp vulkanizmusa szén-dioxid kibocsátást is okozhatott, amely növelhette az üvegházhatást, mikor a por és az aeroszolok kitisztultak az atmoszférából.
Azokban az években, amikben a Dekkán-trapp elméletét a lassú kihaláshoz kötötték, Luis Alvarez (aki 1988-ban elhunyt) kijelentette, hogy az őslénykutatókat félrevezették a fosszilis rekord szórványos adatai. Kezdetben az állítását nem fogadták el, később azonban a csontmedrekben végzett intenzív kutatások megalapozták az állítását. Végül a legtöbb őslénykutató elfogadta az elképzelést, ami szerint a kréta időszak végi tömeges kihalást nagyrészt vagy legalábbis részben egy Földet érő erőteljes becsapódás okozta. Azonban Walter Alvarez is elismerte, hogy nagy mértékű változások történtek a Földön az ütközést megelőzően, mint például a tengerszint csökkenése és az indiai Dekkán-trapp erőteljes vulkánkitörései, melyek közreműködhettek a kihalásokban.

### Többszörös becsapódási esemény
Úgy tűnik, hogy sok egyéb kráter jött létre a K-T határ idején, ami felveti annak lehetőségét, hogy egyidőben több becsapódás is történt. Elképzelhető, hogy egy összetört aszteroida darabjai érték el a Földet, ahhoz hasonlóan, ahogyan a Shoemaker-Levy 9 üstökös a Jupiternek ütközött. A 180 kilométer átmérőjű Chicxulub-kráter mellett a feltételezett becsapódási kráterek közé tartozik a 24 kilométeres átmérőjű ukrajnai Boltiszk-kráter, ami 65,17 ± 0,64 millió éve keletkezett, a 20 kilométeres átmérőjű északi-tengeri Silverpit-kráter, ami 60–65 millió éves, valamint a vitatottabb, de jóval nagyobb, 600 kilométeres átmérőjű Siva-kráter. A többi Tethys-óceán területén létrejött kráter a tektonikus mozgások, például Afrika és India észak felé történő elmozdulásának következménye.

### Maastrichti tengerszint-csökkenés
Egyértelmű bizonyíték van arra, hogy a tengerszint sokkal nagyobb mértékben csökkent a kréta időszak utolsó szakaszában, mint korábban bármikor a mezozoikum idején. A világ különböző részein találhatók olyan maastrichti kőzetrétegek, melyek között a későbbiek szárazföldhöz, míg a korábbiak tengerparthoz vagy tengeraljzathoz tartoznak. Ezek a rétegek nem mutatják a hegyképződésre utaló hajlás és torzulás nyomait, így a legvalószínűbb magyarázat a regresszió, a tengerszint csökkenése. Nincs közvetlen bizonyíték a regresszióra, de a jelenleg leginkább elfogadott magyarázat az, hogy az óceán közepén levő hátságok aktivitása csökkent, és a saját súlyuk miatt lesüllyedtek.
A súlyos regresszió nagy mértékben csökkentette a tengeraljzat legfajgazdagabb részének számító kontinentális pad területét, ami tömeges tengeri kihaláshoz vezethetett. A kutatók azonban arra következtettek, hogy ez a változás nem lehetett elegendő az ammoniteszek létszámának észlelhető csökkenéséhez. A regresszió klímaváltozást is okozhatott, részben a szelek és tengeráramlatok megzavarásával, részben pedig a Föld albedójának csökkentésével növelhette a bolygó átlaghőmérsékletét.
A tengerszint csökkenése az észak-amerikai Nyugati Belső Víziúthoz hasonló epikontinentális tengerek eltűnéséhez is vezetett, ami nagy mértékben befolyásolta az élőhelyeket, a tengerparti síkságok ugyanis 10 millió évvel korábban változatos életközösségeknek adtak otthont, ahogy arról a Dinosaur Park Formációban található maradványok is tanúskodnak. Az esemény további következménye volt az édesvízi környezetek kiterjedése, mivel a kontinentális lejtő nagyobb távolságra került az óceántól. Míg ez a változás hasznára vált az édesvízi gerinceseknek, kedvezőtlenül érintette a tengerekben élőket, például a cápákat.

### Többféle ok

#### Katasztrófák összegződése
J. David Archibald és David E. Fastovsky egy cikkben annak lehetőségét vetették fel, hogy az esemény bekövetkezésének három fő oka lehetett: a vulkanikus tevékenység, a tengerszint-csökkenés és egy űrbeli tárgy becsapódása. E forgatókönyv szerint a szárazföldi és a tengeri életközösségek megsínylették az élőhelyeik megváltozását, illetve elvesztését. A legnagyobb gerinceseket, a dinoszauruszokat érintették elsőként a környezeti változások, így a sokféleségük csökkent. Ezzel egyidőben a vulkánokból származó részecskék (a napfény blokkolásával) lehűtötték és kiszárították a földfelszínt. Végül bekövetkezett a becsapódás, ami összeomlást idézett elő a fotoszintézis-alapú táplálékláncokban, érintve mind a már meggyötört szárazföldi, mind pedig a tengeri életközösségeket. A legnagyobb különbség ezen elmélet és az egyetlen okot feltételező elméletek között az, hogy a támogatói nem tekintenek elegendőnek egyetlen okot sem a kihalás mértékét, sem pedig a kihalás taxonómiai mintáját illetően.

#### Természetes okok
A kihalásokat egyszerű természetes okok összegződése is okozhatta. A Pangea szétszakadozása már jóval régebben megkezdődött, de a kréta végén érte el azt a stádiumot, amikor a felnyíló új óceánok már befolyásolták a Panthalassza vízáramlási rendszerét. Ugyanezt az egyre délebbre sodródó Antarktisz is módosította. Az Antarktisz földtömege miatt a déli sark környékére már jutott óceáni áramlat, ami a Föld felszínének globális hőkiegyenlítésében játszik szerepet. A kréta végéről látszanak az első nyomai jeges teleknek, Ausztráliában jégtáblák által szállított törmelék borít hatalmas területeket.
Közrejátszhatott e folyamatban a virágos növények nagyarányú térhódítása, a táplálékláncok teljes átszervződése mind a szárazföldön, mind a tengerekben. Elsősorban a tengeri életközösségek, közülük is a sekélytengeriek sínylették meg az eseményeket. Ez mindenképp tengerszintváltozásra, a tengervíz hőmérsékletének csökkenésére utal.

## Fordítás
- Ez a szócikk részben vagy egészben  a   Cretaceous-Tertiary extinction event című angol Wikipédia-szócikk ezen változatának fordításán alapul.  Az eredeti cikk szerkesztőit annak laptörténete sorolja fel. Ez a jelzés csupán a megfogalmazás eredetét és a szerzői jogokat jelzi, nem szolgál a cikkben szereplő információk forrásmegjelöléseként.

## Ajánlott irodalom
- Fortey R. Earth: An Intimate History. Vintage (2005). ISBN 0375706202